# Czarny chleb (film)
Czarny chleb (kat. Pa negre) – hiszpański dramat filmowy z 2010 roku w reżyserii i według scenariusza Agustiego Villarongi. Zrealizowana w języku katalońskim adaptacja powieści pod tym samym tytułem autorstwa Emilia Teixidora. Zdjęcia kręcono w prowincjach Barcelona, Girona i Lleida.
Światowa premiera filmu nastąpiła 21 września 2009 roku, podczas 57. MFF w San Sebastián, gdzie aktorka Nora Navas otrzymała nagrodę dla najlepszej aktorki. Film otrzymał również dziewięć nagród Goya, w tym za najlepszy film.
Obraz został wyselekcjonowany jako oficjalny kandydat Hiszpanii do Oscara za najlepszy film nieanglojęzyczny podczas 84. ceremonii wręczenia Oscarów.

## Opis fabuły
Katalonia, lata powojenne. Kilkunastoletni Andreu, musi opuścić rodzinny dom, ponieważ jego samotna matka nie jest w stanie utrzymać licznej rodziny. Ojciec chłopca siedzi w więzieniu. Andreu podczas wędrówki po lesie znajduje ciała zamordowanego mężczyzny i jego syna. Chłopak postanawia odkryć, kto dopuścił się zbrodni.

## Obsada
- Francesc Colomer jako Andreu
- Marina Comas jako Núria
- Nora Navas jako Florència
- Roger Casamajor jako Farriol
- Lluïsa Castell jako Ció
- Merce Aranega jako Pani Manubens
- Laia Marull jako Pauletta
- Marina Gatell jako Enriqueta
- Elisa Crehuet jako Àvia
- Eduard Fernández jako Nauczyciel
- Sergi López jako Major

i inni

## Nagrody i nominacje
57. Międzynarodowy Festiwal Filmowy w San Sebastián
- nagroda: najlepsza aktorka − Nora Navas

25. ceremonia wręczenia nagród Goya
- nagroda: najlepszy film − Isona Passola
- nagroda: najlepsza reżyseria − Agustí Villaronga
- nagroda: najlepszy scenariusz adaptowany − Agustí Villaronga
- nagroda: najlepsza aktorka − Nora Navas
- nagroda: najlepsza aktorka drugoplanowa − Laia Marull
- nagroda: najlepsza debiutujący aktor − Francesc Colomer
- nagroda: najlepsza debiutująca aktorka − Marina Comas
- nagroda: najlepsze zdjęcia − Antonio Riestra
- nagroda: najlepsza scenografia − Ana Alvargonzález
- nominacja: najlepszy aktor drugoplanowy − Sergi López
- nominacja: najlepsze kostiumy − Mercè Paloma
- nominacja: najlepsza charakteryzacja i fryzury − Satur Merino i Alma Casal
- nominacja: najlepszy kierownik produkcji − Aleix Castellón
- nominacja: najlepszy dźwięk − Ricard Casals, Fernando Novillo i Dani Fontrodona